# Leslie C. Copeland
Leslie C. Copeland (4. června 1887 – 3. března 1942) byl americký skladatel a pianista. Jeho styl hraní a skládání byl velmi osobitý a vracel se k nejranějším dobám ragtimu. Jako chlapec hrál v pěvecké skupině Lew Dockstadera, v Lew Dockstader Minstrels. Později prodal skladby ragtime Jerome H. Remickovi a dalším. Některá jeho vystoupení jsou zachována na klavírních válečcích. Zemřel v San Francisku v Kalifornii.

## Kompozice
- Cabbage Leaf Rag
- Invitation Rag
- The Dockstader Rag
- 38th Street Rag (Les Copeland's Rag)
- 42nd Street Rag (with Jack Smith)
- French Pastry Rag
- Bees and Honey Rag
- Race Track Blues
- Rocky Mountain Fox
- Twist and Twirl
- Ivoryland